# 關安嶺鰍
關安嶺鰍（學名：Oreonectes guananensis），為輻鰭魚綱鯉形目條鰍科嶺鰍屬的其中一種。分布於亞洲中國廣西壯族自治區環江縣的地下洞穴中，本魚體延長，體前半部圓柱形，後半部側扁，口下位，下唇表面具皺褶，觸鬚3對，眼大，體被小鱗片，胸、腹部鱗片埋於皮膚下方，側線不完全，尾鰭截形，體淺棕色，體側中央具一條深褐色橫紋，背部及體側具不規則深色蟲紋，棲息在洞穴底層水域，生活習性不明。

## 扩展阅读
維基物種上的相關：關安嶺鰍